# Sporza (multimedia)
Sporza is de merknaam voor alle sportuitzendingen van de VRT op radio, televisie, internet en multimedia. Op televisie zendt Sporza zijn programma's uit op VRT 1, VRT CANVAS en Ketnet (alleen als het kanaal na 20:00 uur uit de lucht gaat).

## Geschiedenis

### Autonome beginfase
Sporza is ontstaan als een apart derde net (naast Eén en Canvas/Ketnet) dat slechts 96 dagen bestond (van 31 mei tot 3 september 2004). De gelijknamige radiozender op de middengolf (927 kHz AM) en DAB die sportevenementen verslaat, was de opvolger van 927 Live, en bleef bestaan na die periode.
Het televisienet was een sportnet dat werd opgericht met als doel de 'moeder van alle sportzomers' te overbruggen. Er stonden voor de zomer van 2004 namelijk verschillende grote sportevenementen (Olympische Spelen, wielrennen, EK voetbal, tennis e.d.) op het programma. Als alle verslaggeving hierrond over Eén, Ketnet en Canvas zou moeten worden verspreid, zou dit de profilering van deze zenders in de war sturen. Om tijdens deze periode een normale programmatie te garanderen, kwam de VRT dus met een tijdelijk derde net op de proppen.
Een andere reden voor het oprichten van het televisienet Sporza was de bescherming van de auteursrechten. De Belgische televisie betaalt voor het mogen uitzenden van de sportwedstrijden in België, maar niet daarbuiten. De sportwedstrijden op de zenders Eén en Canvas/Ketnet worden echter ook in Nederland zeer veel bekeken; volgens sommige tellingen zijn er bij sporten als wielrennen meer Nederlanders die de liveverslaggeving op de Belgische televisie volgen dan op de Nederlandse televisie. Het is mogelijk dat een zender die de uitzendrechten voor een land heeft gekocht moet bijbetalen of een boete krijgt als deze zender ook in het buitenland te ontvangen is. Door het uitzenden van sportwedstrijden via Sporza, dat in Nederland niet te ontvangen was, werd dit voorkomen. De komst van het aparte televisienet Sporza werd onder Nederlandse sportliefhebbers dan ook betreurd.
De zender startte in de tweede week van Roland Garros in het jaar 2004 en eindigde in datzelfde jaar, na de Memorial Ivo Van Damme (atletiek). Het net bood naast rechtstreekse sportverslaggeving, ook omkaderingsprogramma's (praatprogramma's, quizzen ...).

### Erfenis
Na het afsluiten van het televisienet, bleef Sporza bestaan als een zogenaamd crossmediaal sportmerk. Alle sportuitzendingen op radio en tv (zoals Sporza Op 12) gaan door onder deze naam en ook de website, die een week voor de sportzender live is gegaan, blijft op het internet. De VRT opperde ook het idee om de naam Sporza in licentie te geven aan een dagbladuitgeverij om een krant of weekblad met die naam op te richten.